# Pływanie na Letnich Igrzyskach Olimpijskich 1968 – 200 m stylem zmiennym kobiet
200 m stylem zmiennym kobiet – jedna z konkurencji pływackich rozgrywanych podczas XIX Igrzysk Olimpijskich w Meksyku. Eliminacje i finał odbyły się 20 października 1968 roku.
W tej debiutującej na igrzyskach konkurencji zwyciężyła rekordzistka świata, Amerykanka Claudia Kolb, ustanawiając w finale nowy rekord olimpijski (2:24,7). Srebro zdobyła reprezentantka Stanów Zjednoczonych Susan Pedersen, uzyskawszy czas 2:28,8. Amerykanka Jan Henne i Sabine Steinbach z NRD zakończyły wyścig z tym samym czasem (2:31,4). Sędziowie zdecydowali się przyznać brązowy medal Jan Henne.

## Rekordy
Przed zawodami rekord świata i rekord olimpijski wyglądały następująco:
| Rekord            | Zawodniczka      | Czas   | Miejsce     | Data             |       |
| ----------------- | ---------------- | ------ | ----------- | ---------------- | ----- |
| Rekord świata     | Claudia Kolb     | 2:23,5 | Los Angeles | 25 sierpnia 1967 | [ 1 ] |
| Rekord olimpijski | nowa konkurencja | -      | -           | -                |       |

W trakcie zawodów ustanowiono następujące rekordy:
| Data            | Etap konkurencji      | Zawodniczka       | Czas   | Rekord |
| --------------- | --------------------- | ----------------- | ------ | ------ |
| 20 października | wyścig eliminacyjny 1 | Sabine Steinbach  | 2:33,2 | OR     |
| 20 października | wyścig eliminacyjny 3 | Yoshimi Nishigawa | 2:31,5 | OR     |
| 20 października | wyścig eliminacyjny 4 | Claudia Kolb      | 2:28,8 | OR     |
| 20 października | finał                 | Claudia Kolb      | 2:24,7 | OR     |

## Wyniki

### Eliminacje
| Miejsce | Wyścig | Zawodniczka                | Państwo           | Czas     | Uwagi |
| ------- | ------ | -------------------------- | ----------------- | -------- | ----- |
| 1.      | 4      | Claudia Kolb               | Stany Zjednoczone | 2:28,8   | Q,    |
| 2.      | 3      | Yoshimi Nishigawa          | Japonia           | 2:31,5   | Q     |
| 3.      | 5      | Marianne Seydel            | NRD               | 2:32,8   | Q     |
| 4.      | 1      | Sabine Steinbach           | NRD               | 2:33,2   | Q     |
| 5.      | 5      | Susan Pedersen             | Stany Zjednoczone | 2:33,2   | Q     |
| 6.      | 1      | Jan Henne                  | Stany Zjednoczone | 2:33,9   | Q     |
| 7.      | 4      | Łarisa Zacharowa           | ZSRR              | 2:34,6   | Q     |
| 8.      | 4      | Shelagh Ratcliffe          | Wielka Brytania   | 2:34,9   | Q     |
| 9.      | 2      | Tui Shipston               | Nowa Zelandia     | 2:35,5   |       |
| 10.     | 2      | Dianna Rickard             | Australia         | 2:36,0   |       |
| 11.     | 1      | Sue Eddy                   | Australia         | 2:36,6   |       |
| 12.     | 6      | Hennie Penterman           | Holandia          | 2:36,7   |       |
| 13.     | 6      | Judit Turóczy              | Węgry             | 2:38,8   |       |
| 14.     | 4      | Kirsten Strange-Campbell   | Dania             | 2:39,4   |       |
| 15.     | 5      | Danièle Dorléans           | Francja           | 2:39,5   |       |
| 16.     | 2      | Consuelo Changanaqui       | Peru              | 2:40,0   |       |
| 17.     | 6      | Márta Egerváry             | Węgry             | 2:40,7   |       |
| 18.     | 6      | Marija Nikołowa            | Bułgaria          | 2:40,8   |       |
| 19.     | 5      | Carla Galle                | Belgia            | 2:40,9   |       |
| 20.     | 1      | Yvonne Tobis               | Izrael            | 2:41,0   |       |
| 21.     | 4      | Eva Sigg                   | Finlandia         | 2:41,0   |       |
| 22.     | 6      | Pilar von Carsten          | Hiszpania         | 2:41,7   |       |
| 23.     | 2      | Heli Matzdorf              | RFN               | 2:42,1   |       |
| 24.     | 3      | Pru Chapman                | Nowa Zelandia     | 2:42,1   |       |
| 25.     | 3      | Hedy García                | Filipiny          | 2:42,3   |       |
| 26.     | 4      | Lidia Ramírez              | Meksyk            | 2:42,6   |       |
| 27.     | 5      | Kristina Moir              | Portoryko         | 2:42,8   |       |
| 28.     | 3      | Ellen Ingvadóttir          | Islandia          | 2:43,1   |       |
| 29.     | 3      | Hrafnhildur Guðmundsdóttir | Islandia          | 2:44,3   |       |
| 30.     | 5      | Carmen Ferracuti           | Salwador          | 2:44,7   |       |
| 31.     | 6      | Helmi Boxberger            | RFN               | 2:45,2   |       |
| 32.     | 3      | Ruth Apt                   | Urugwaj           | 2:45,9   |       |
| 33.     | 2      | Felicia Ospitaletche       | Urugwaj           | 2:47,8   |       |
| 34.     | 6      | Shen Bao-ni                | Republika Chińska | 2:48,1   |       |
| 35.     | 2      | Donatella Ferracuti        | Salwador          | 2:48,6   |       |
| 36.     | 5      | Olga de Angulo             | Kolumbia          | 2:48,7   |       |
| 37.     | 4      | María Moreño               | Salwador          | 2:51,1   |       |
| 38.     | 1      | Nelly Syro                 | Kolumbia          | 2:55,7   |       |
| 39.     | 1      | Liana Vicens               | Portoryko         | 2:57,0   |       |
| 45. !   | 1      | Adriana Comolli            | Argentyna         | 9:99,9 ! | DNS   |
| 45. !   | 1      | Judit Bárányi              | Węgry             | 9:99,9 ! | DNS   |
| 45. !   | 2      | Pat Chan                   | Singapur          | 9:99,9 ! | DNS   |
| 45. !   | 3      | Đurđica Bjedov             | Jugosławia        | 9:99,9 ! | DNS   |
| 45. !   | 4      | Ana Marcial                | Portoryko         | 9:99,9 ! | DNS   |
| 45. !   | 5      | Marilyn Corson             | Kanada            | 9:99,9 ! | DNS   |

### Finał
| Miejsce | Zawodniczka       | Państwo           | Czas     | Uwagi |
| ------- | ----------------- | ----------------- | -------- | ----- |
| 1. !    | Claudia Kolb      | Stany Zjednoczone | 2:24,7   | OR    |
| 2. !    | Susan Pedersen    | Stany Zjednoczone | 2:28,8   |       |
| 3. !    | Jan Henne         | Stany Zjednoczone | 2:31,4   |       |
| 4.      | Sabine Steinbach  | NRD               | 2:31,4   |       |
| 5.      | Yoshimi Nishigawa | Japonia           | 2:33,7   |       |
| 6.      | Marianne Seydel   | NRD               | 2:33,7   |       |
| 7.      | Łarisa Zacharowa  | ZSRR              | 2:37,0   |       |
| 8. !    | Shelagh Ratcliffe | Wielka Brytania   | 9:99,9 ! | DSQ   |